# 華晨宇
華 晨宇（ホァ・チェンユー）、中国語名：华晨宇、英語名：Hua Chenyu、1990年2月7日 - ）は、中華人民共和国出身の男性歌手、シンガーソングライターで、作曲を手掛ける。武漢音楽学院 卒業。主な愛称は「花花」（ホァホァ）。2018年9月、デビュー5年目に中国最大のスタジアム北京国家体育場（鳥の巣）で個人ライブを2日間開催し、20代の歌手の間では初となる。

## 略歴
- 1990年2月7日、中華人民共和国湖北省十堰市で生まれた。
- 2010年、目指していた武漢音楽学院に入学する為、一浪を経て同校に進学。[2]
- 2013年9月、音楽オーディション番組「快楽男声」の全国チャンピオンとしてデビュー。[3]
- 2014年1月、中国中央電視台春節聯歓晩会（日本の紅白にあたる）の舞台に立つ。[4]
- 2014年9月、デビュー1年目に北京五棵松体育館で万人規模の個人ライブを2日間開催。[5]
- 2014年9月、初の個人アルバム「卡西莫多的礼物（カジモドの贈り物）」リリース。[6]
- 2015年7月-8月、上海体育館上海大舞台で万人規模の個人ライブを3日間連続開催。8月1日の個人ライブはリアルタイム中継され、オンライン視聴者数は264万人を記録。[7]
- 2015年12月、2枚目の個人アルバム「异类」（Aliens=異類）リリース。[8]
- 2016年7月-9月、北京、上海、深圳で万人規模の個人ライブを3日間開催。[9]
- 2016年12月、2016MAMA Mnet Asian Music Awards最優秀アジアアーティスト賞受賞。[10]
- 2017年3月、3枚目の個人アルバム「H」リリース。[11]
- 2017年10月、北京五棵松体育館で万人規模の個人ライブを2日間連続開催。10月14日の個人ライブはリアルタイム中継され、オンライン視聴者数は405万人を記録。[12]
- 2018年9月、デビュー5年目に中国最大のスタジアム北京国家体育場（鳥の巣）で個人ライブを2日間開催し、20代の歌手では初となる。[1]
- 2019年11月、海南島にある海口五源河体育場で個人ライブを3日間連続開催。観客の約8割が海南島以外の場所から流入。現地の報道によれば、ライブ初日の空港免税店売上高は約67％増、ライブは現地に大きな経済効果を与えた。[13]
- 2019年12月4日にシングル「好想爱这个世界啊（この世界を愛したい）」リリース。発売アプリ購入人数、中国のデジタルシングル売上数・売上高記録を更新。[14]
- 2020年2月21日、プロ歌手バトル歌番組「歌手2020：当打の年」で2019新型コロナウイルスで甚大な被害を受けた人々を応援するためのシングル「你要相信这不是最后一天（終焉の日でないと信じて）」を初披露。華晨宇の故郷湖北省及び彼が高校・大学時間を過ごした武漢への強い思いを込めた作品。[15]
- 2020年4月、プロ歌手バトル歌番組「歌手2020：当打の年」のチャンピョンたる「歌王」を獲得。番組放送時点、当該番組放送以来史上最年少の「歌王」となった。[16]
- 2020年5月、4枚目のアルバム「新世界NEW WORLD」リリース。（なお、この内メイン曲の一つとなる「斗牛」(Bull Fight=闘牛)のMVは日本の製作チームにより製作されたもの。)[17]

- 2020年、華は「火星宇宙ステーション（火星空间站）」という新しいSNSアカウントを開設して、自分のアートトイブランド「Masper」の運営を始めた。
- 2021年11月26日-12月5日、華晨宇は海口の長影ユニバーサル100ファンタジーランドで、マーズ・コンサート2021を6日連続開催し、そして毎日一曲、合計6曲の新曲を初公開した。コンサートは座席なしの音楽祭の形で、毎日「昼公演（2:07pm-4:30pm）」と「夜公演（19:30pm-22:00pm）」の2回の公演が含まれた。華晨宇はこのコンサートの総ディレクターを務めて、遊園地の芝生広場に巨大な会場を建設した。会場には、「無上」という名のメーインステージと「家」という名の小さいステージが設けられた。[18][19]

- 2022年9月25日、華晨宇はデビュー9周年のオンラインコンサート「火星楽章」で、交響楽団と合唱団とのコラボレーションで11曲をリアレンジしたうえ、楽団指揮とアカペラ合唱を初めて経験した。2時間の生放送では、オンライン視聴回数が2億を超えた。

## 人物
- 1990年2月7日中華人民共和国湖北省十堰市生まれ。
- 父親は金属企業を中心とする多角産業の経営者、母親は姉妹一家音楽業界従事者だった。[21]
- 3歳に両親が離婚し、父親に不自由なく育てられた。[22][23]（約10歳に父親は再婚。年のかなり離れた腹違いの妹がいる。華晨宇は妹を可愛がっている模様。[24]）
- 父親は事業で忙しかった為、小さい頃から鍵っ子で育った。家政婦はいたものの、小さい頃から一人でいるのが好きだという[25]
- 幼少の頃からフルート、後にピアノを学ぶ。最初は楽器を学ぶのは好きではなかったが、ある日三宝 (作曲家)の「我的父亲母亲」（The Road Home=私の父と母）を聞き涙を流す。その時初めて音楽で感情を表現できるのが分かり、音楽に興味を持ち始めるようになる。約11、12歳よりメロディを書くことを試みる。[26][25]
- 音大に入学するも、音楽よりも歌唱力や技に関心がある周りの歌手達とは上手く話しが噛み合わず[25]、クラスメイトよりも寧ろ大学バンドメンバー達と仲が良かったという。その友情はデビュー後までも続く。[27]
- 大学バンド仲間の話しによれば、大学時代の華晨宇は家庭のこともあってなのか、昔から少し自閉的だった模様。
- 2013年の夏、華晨宇は音楽オーディション番組「2013快乐男声」（2013Super Boy）に参加。番組初登場で彼はオリジナルソング「無字歌」を自らピアノ伴奏のもと歌った。歌は名の通り歌詞がなく、自分が思うがままに歌った。（本人曰く、国語が苦手で、書いた曲に全部歌詞がなく、且つ愛情や友情等に関係のない内容ばかり）。彼の「無字歌」を「変わった曲」や「天才でなければ変人」と審査員に評されるも、最終的には審査を通過した。[28]後に同番組でチャンピョンとしてデビューを果たす。
- デビュー当初は学生からいきなり芸能界に入った為、すぐには自分が書いた曲を出せてもらえず、事務所が提供した曲をメインに歌っていた。その後徐々に自分が書いた曲をリリースするようになり、更には色んな人から作曲を依頼されるようになった。
- 小さい頃から海外の音楽ラジオ番組を聞くのが好きで、ジャンルはロック・RAP・ヒップポップ・バラードを含め、放送された音楽ならどんなジャンルでも聞くという。[29]
- 一番好きな音楽ジャンルはロックとクラシックの模様（彼は小さい頃からクラシックを学んでいた）。ロックは自由な性格を持っていて、自分の気持ちを釈放できるから好きだという。[30]特にイングランドサイケデリック・ロックがお気に入り。[28]また、「音楽をちゃんと学ぶにはクラシック音楽を聞いた方がいい」と彼が審査兼指導役を務める音楽番組で選手達によく言っていた。バッハが書いたポリフォニーは美しすぎるという。[31]
- 「随意一点」（適当で〜）は口癖。
- いつもは適当だが、音楽に関してはかなり細かく拘っている模様。ある時、歌番組側から「そんなに自分を追い詰める必要はあるのか、観客達があなたの音楽理念を全て分かってくれるとは限らないのでは」と取材で問われるも、「それは構わない、観客達は気づかなくてもいい。僕がそうしているのは、僕自身を納得させる為だ」「もし音楽が単に観客の期待値を満たす為のものであれば、その音楽は純粋でなくなる。僕は自分に対して申し訳が立ちたい」と語った。[32]
- 言葉で物事を表現するのが苦手な為、自分で作詞した唯一の曲は「Why Nobody Fights」で、その歌のメロディは一つしかなく、また歌詞も「Why Nobody Fights」の一言しかない。2014年ワールドカップを見た後にメロディが浮かんだ歌である。ファンに合唱に加わってもらい、一緒に音楽を楽しめる歌にしたかったという。周りから「もっと別の歌詞を入れた方が良いのでは？」と言われるも、「この一言で十分、二言以上だとオーバーだと感じる」という。当初この歌は、将来大きなスタジアムの中で歌えることを念頭に、歌詞は一言ながらも、その一言が延々と繰り返され、和声と合唱を重ねる効果で演出した。ある戦士が孤立無援で倒れそうでそうでない時、引き続き彼を支える強い信念があり、和声を加えることで、一人、もう一人と、その戦士を声援し、妥協しない精神をイメージしている。和声の歌い方も「プロの歌い方ではなく、素人が大声で叫びだすようなイメージがいい」という。[33]
- 音楽以外の趣味はゲーム・日本アニメ・旅行・ミュージカル鑑賞・ビリヤード・将棋。料理も研究するが、その腕はあまり得意とは言えない。
- 旅行は歌を書くひらめきになるという。[34]
- 実は海外旅行はデビュー後に出演した2014年旅行番組「花儿与少年」（花と少年）で人生始めて体験。また、その番組の行き先スペインで初めて海を見た。海水を飲み、「海水は塩っぱいのは昔から聞いているけど、本当かどうか自分で試してみないと分からない。何事もそうだろ。」「学生時代は、父が仕事で忙しくて、且つ僕自身も家に籠もるのが好きで、父に『費用を出すから、旅行にでも行ってきな』と言われても乗る気にならなかった」という。[35]
- 「Here We Are」は海外旅行中に書き下ろした歌。行き来する人々を眺めながら、もしかしたら人々は皆人に知られていない一面を持っているかもしれない、いつもは自分の性格の一面を隠しているが、ある時突然爆発するかもしれないと連想し、前半はゆっくりとし、後半はRAPで爆発した歌を書き下ろしたと取材で答えた。[36]
- 旅行中はカメラを持ち歩き、気に入った風景を写真に収め、自分のweiboに投稿。なお、weiboに投稿する際は、「一目」の名前で署名している（片方の目だけを開けて写真を撮るという意味）。[37]
- 日本アニメが大好きで、フィギュアを家の壁一面にかき集めている模様。いつも日本の最新アニメを見ていて、取材でアニメの話しになるとオタクっぽく見える。ONE PIECEの大ファンで、BLEACH、銀魂、NARUTO -ナルト-、進撃の巨人、東京喰種トーキョーグール、転生したらスライムだった件を含むアニメを多数鑑賞。憧れのアニメ人物は坂田銀時、斉木楠雄。その故、日本語も片言ではあるが少し喋れる。[38]
- 彼の主な愛称は「花花」で、ある時取材で、自分の日本語の名前は「ハナさん、ハナハナではないか」という。[39]
- デビューしたばかりの際は、少し変わった性格であった為マスコミからよく「火星から来た少年」と誂われ、その故「火星」（Mars）を自らの音楽ブランドにした。よってファンは「火星人」と呼ばれる。「火星人」はファン達に「ET」と略される（海外ファン達は「Martian」と自称している）。
- パーソナルコンサートのブランドは「火星演唱会」(マーズ・コンサート（MARS CONCERT）)[40]。毎年のマーズ・コンサートでは、必ず「お帰り（欢迎回家）」を最初の言葉としてファンを迎える。
- デビュー5年目に2018年に中国最大のスタジアム鳥の巣北京国家体育場で開かれたマーズ・コンサートで、新しいシングルソング「新世界NEW  WORLD」を最後のアンコール曲として初公開した上、「僕はデビューから5年が経った。5年前、僕はみんなを失望させないと心の中で誓った。今、僕たちはついにここまで歩んできた。5年目の節目を迎え、今後、みんなを新世界へ導く」とファンに伝えた。（2020年に同名アルバムをリリース。）
- コンサートやライブではよく即興で曲を作り、「今日、僕は…」で始まる歌詞で適当に歌う。
- 食べる事が大好きで、食べる量は周りの芸能人が目を丸くするほどだった。ただ、喉の綺麗な状態を保つために、歌う前の1-2日間は固形食品をほとんど食べない[41]。
- 好きな食べ物は羊もも肉の炙り焼きと火鍋で、怖くて食べない物は台湾の豬血糕[42]。
- 異なる場合では異なる性格を見せ、まるで複数の人格が同時に体にいるようで、自分のその特質をHCY48（或いはHCY148）という。これらの「人格」全部を総合してやっと自分自身を代表できると言う。2019年に「七重人格」という曲を発表した。
- 交友関係上、音楽オーディション番組「2013快乐男声」（2013Super Boy）で知り合った同期達と今でも仲が良く、よく集まっている模様。「あの時、僕たちは皆単純な素人・学生から一緒に芸能界に入り、一緒に仕事を始めた。この過程はとても大切なものだと感じる」と彼は語った。中でも特にオーディション番組収録時のルームメイトだった左立とは大親友で、左立が交際8年目の彼女と2018年に結婚式を挙げる際、華晨宇は「2013快乐男声」の同期に一人一人電話し集まるよう呼びかけた。左立夫婦とは日常的な付き合いをしている。[43]
- 2017年旅行番組「路途的花样」で知り合った女優张歆艺並びにその夫、華晨宇と同じ湖北省出身の俳優袁弘と親睦が深く、同夫婦とは日常的な付き合いをしている。
- 2014年年初の中国中央電視台春節聯歓晩会舞台裏で憧れのピアニストラン・ランに自ら話しかけ、後に先輩ラン・ランにご飯を誘われ親睦を深めた。2014年12月24日のランラン全国ツアーにスペシャルゲストとして招待され、共演を行った。華晨宇は自分の2015年8月1日マースコンサートでラン・ランをスペシャルゲストとして招待し、再び共演を行った。[44][45]また、2020年バラエティ番組「王牌对王牌第五季」（Ace VS Ace S5）で2人は再び共演を果たし、即興や華晨宇が書いたヒットソング「好想爱这个世界啊」（この世界を愛したい）を披露。[46]
- 2017年音楽番組「天籁之战」で初対面した歌手費玉清及び歌手莫文蔚に後輩として可愛がられ、番組終了後に莫文蔚から彼女の新アルバムの作曲を依頼された。華晨宇は莫に、「実はずっと前にカレン姉（莫の英文名）の為に書き下ろした歌がある」と告げる。莫と初対面する何年か前に書き下ろした曲を、華は自身を含む誰よりも莫の声が相応しいと感じ、莫文蔚と命名し保存したという。「天籁之战」で莫にこの件につき言及することはなく、番組収録が終わって少し時間を空けて莫に歌を依頼されから、初めてこの歌の話しを彼女に話した。この曲は後に莫のアルバムに「半生缘」（半生の縁）という名前で収録された。[47]
- 最愛の華語歌手は、レスリー・チャンで、節目節目にレスリー・チャンの歌「我」を歌っていた。レスリー・チャンは華からすれば超えられない存在で、また越えようと思ったこともなく、少しでも近づきたい憧れの存在だという[48]。
- 2021年1月21日、ネットで華晨宇と歌手張碧晨の間で2歳の娘がいるとの噂が広がってきた。翌日、華晨宇は娘がいることを認めた。[49][50]華晨宇側の事務所スタッフはその直後、マスコミに対し「華晨宇は現在独身状態で、二人は婚姻関係がない前提で共に子どもを扶養し、共に子どもの成長過程にかかわっていく」とコメントした。[51]

## 音楽作品

### オリジナル

#### アルバム
| 順番 | アルバム情報 | 中国語タイトル | 日本語の意味 |
| ---- | --- | --- | --- |
| 1    | 「卡西莫多的礼物」 - バージョン：中国版（CD）・海外版（CD）                                                                                                  | 卡西莫多的礼物 1. Why Nobody Fights 2. 微光 3. Let You Go 4. 烟火里的尘埃 5. 拆弹专家 6. 环游 7. 我们都是孤独的 8. 不朽 9. 卡西莫多的礼物 10. 枕边故事 | カジモドの贈り物 1. Why Nobody Fights 詞/曲：華晨宇 2. 微かな光 中国TVドラマ「何以笙箫黙」の間奏曲 3. Let You Go 曲：華晨宇 4. 花火の塵埃（ほこり） 5. 爆弾処理専門家 6. 廻遊 7. 人は皆孤独である 8. 不朽 9. カジモドの贈り物 曲：華晨宇 10. 枕の話 |
| 2    | 「异类」 - バージョン：中国限定版（USB）・中国通常版（CD）・海外版（CD） - リリース：2015年12月15日 - 既に絶版                                               | 异类 1. 我管你 2. 国王与乞丐 3. 蜉蝣 4. 反义词 5. 异类 6. 逃离乌托邦 7. 世界是个动物园 8. 变相怪杰 9. 写给未来的孩子 10. 地球之盐 11. 忧伤的巨人 | 異類 1. お前のことなど知ったことか 曲：華晨宇 2. 国王と乞食 with 楊宗緯 3. 蜉蝣 曲：華晨宇 4. 反義語 5. 異類 曲：華晨宇 6. ユートピアから逃げ出す 7. 世界は動物園である 曲：華晨宇 8. ザ・マスク 曲：Takuya/Jimmy Fung/林承佑/華晨宇 9. 未来の子供へ 曲：華晨宇 10. 地球の塩 曲：華晨宇 11. 悲しい巨人 曲：華晨宇 |
| 3    | 「H」 - バージョン：中国限定版（USB） - リリース：2017年3月4日 - 既に絶版                                                                                    | H 1. Here We Are 2. 巨鹿 3. To Be Free 4. For Forever 5. 我离孤单几公里 6. 消失的昨天 7. 造物者 8. 我的滑板鞋2016 | H 1. Here We Are 曲：華晨宇 香港映画「Line Walker」のテーマ曲 2. 巨鹿 曲：華晨宇 3. To Be Free 曲：華晨宇 映画「ウォリアー・ゲート 時空を超えた騎士」のプロモーション曲 4. For Forever 曲：華晨宇 5. 孤独までまだ何キロ 曲：華晨宇 6. 消えた昨日 7. クリエイター 8. 僕のスケートボードシューズ2016 曲：華晨宇/约瑟翰·庞麦郎 |
| 4    | 「新世界NEW WORLD」 オリジナルフルアルバム - バージョン：デジタル版・中国限定版（USB）・全球版（2CD） - リリース：2020年5月3日・2020年5月11日・2020年5月11日 | 新世界NEW WORLD 1. 斗牛 2. 好想爱这个世界啊（三部曲之一） 3. 疯人院（三部曲之二） 4. 与火星的孩子对话（三部曲之三） 5. 七重人格 6. 神树 7. 降临 8. 新世界 9. （限定版）寻 10. （限定版）无聊人 11. （限定版）齐天 12. （限定版）智商二五零 13. （限定版）寒鸦少年 14. （限定版）蜡烛（DEMO） 15. （MV）与火星的孩子对话 16. （MV）斗牛 17. （纪录片）2018华晨宇火星演唱会（鸟巢） | 新世界NEW WORLD 1. 闘牛 2. ああ、この世界を愛したい（三部作其ノ一） うつ病患者の気持ちをもっと理解することを呼びかけるための作品 3. 癲狂院（三部作其ノ二） 4. 火星の子との対話（三部作其ノ三） 5. 七重人格 6. 神木 7. 降臨 8. 新世界 9. （限定版）尋 旅行番組「花儿与少年（花と少年）」シーズン3のテーマ曲 10. （限定版）つまんない人 11. （限定版）斉天 中国映画「悟空传」のテーマ曲 12. （限定版）IQ250 ゲーム「王者栄耀」のキャラクター「魯班七号」のテーマ曲 13. （限定版）鴉の少年 中国TVドラマ「闘破蒼穹」のテーマ曲 14. （限定版）キャンドル（DEMO） 15. （MV）火星の子との対話 16. （MV）闘牛 ディレクター：横堀光範、アニメーション：今津良樹 17. （ドキュメンタリー）2018マーズ・コンサート（鳥の巣） |
| 5    | ｢希忘 Hope｣ | | |

#### シングル
| リリース       | 中国語タイトル（日本語の意味）                             | 出所 |
| -------------- | ---------------------------------------------------------- | --- |
| 2013年6月29日  | 無字歌                                                     | 「2013快楽男声」長沙区域TOP10の角逐でパフォーマンスしたオリジナル曲                                                                                      |
| 2013年8月9日   | 追梦赤子心（夢を追う少年）                                 | 「2013快楽男声」のテーマ曲 |
| 2013年10月13日 | 我和我（私と私）                                           | 「2013快楽男声」トップ10のアルバムに収録 |
| 2013年11月12日 | 青春再見（さらば青春よ）                                   | 中国映画「怒放2013」のテーマ曲 |
| 2013年11月17日 | hi，自由                                                   | 中国映画「怒放2013」間奏曲 |
| 2013年12月23日 | 趁你还年轻（まだ若いうちに）                               | 中国映画「等风来（風を待つ）」のテーマ曲 |
| 2014年9月9日   | 自己的太阳（自分の太陽）                                   | 「我要上学（学校に行きたい）」のチャリティーテーマ曲 |
| 2014年11月27日 | 春                                                         | 「HI歌」EP4で初公開 |
| 2014年12月3日  | 癌                                                         | 天娯十周年「明日のパーティー」クロスオーバー芸術展の展示作品                                                                                             |
| 2015年2月9日   | 就这Young（Youngのまま）                                   | 2015快楽男声コンサートのテーマ曲 |
| 2015年2月20日  | 高手归来（達人たちの復帰）                                 | 韓国映画「技術者たち」の中国版テーマ曲 |
| 2016年3月7日   | 横冲直撞（大暴走）                                         | 中国ウェブ映画「睡在我上鋪的兄弟（僕の上段寝台に寝る兄弟）」の間奏曲                                                                                     |
| 2016年4月7日   | 火星情报局（火星情報局）                                   | ウェブバラエティ番組《火星情报局》のテーマ曲 |
| 2016年11月8日  | 穿心（通られた心）                                         | 中国TVドラマ「相愛穿梭千年2（愛し合って千年も越える2）」のエンディング曲                                                                                 |
| 2016年11月27日 | 齐天大圣（斉天大聖）                                       | 中国TVドラマ「西遊記」OP「雲宮迅音(Vocal-less)」からの派生作品                                                                                           |
| 2017年1月8日   | 挂彩（負傷）                                               | with: 楊坤 |
| 2017年4月11日  | 随我（僕に任せろ）                                         | 音楽オーディション番組「2017快楽男声」のテーマ曲 |
| 2017年6月15日  | 嗨夏（High夏）                                             | スキンケアブランド「六神」のCM曲 |
| 2017年11月25日 | 代号魂斗罗（コードネーム魂斗羅）                           | 魂斗羅のゲームメロディーからの派生作品 |
| 2018年5月10日  | 半生縁(我们在这里相遇)（半生の縁(私たちはここで出逢った)） | 莫文蔚のアルバム「我們在中場相遇」に曲だけを提供 |
| 2018年6月5日   | 夏之旅（夏の旅）                                           | スキンケアブランド「六神」のCM曲 |
| 2019年1月13日  | 声希（with 沈偉）                                          | 「烎2019南京潮音発表ナイト」期間限定公開 |
| 2019年4月19日  | 王牌対王牌                                                 | バラエティ番組王牌対王牌のテーマ曲、REMIX |
| 2020年2月25日  | 你要相信这不是最后一天（終焉の日でないと信じて）           | COVID-19によって甚大な被害を被った武漢を支援するためのチャリティーソング                                                                                 |
| 2020年2月28日  | 荒野魂斗罗（荒野魂斗羅）                                   | 2017年の作品「代号魂斗罗（コードネーム魂斗羅）」のUnplugged Version                                                                                      |
| 2020年2月25日  | 渴不停（渇きが止まらない）                                 | スプライトのCM曲 |
| 2021年3月22日  | 无渴不爽（すっきりな渇き）                                 | スプライトのCM曲 |
| 2021年4月26日  | 飞行指挥家（飛行指揮者）                                   | スマホゲームGame for Peace（和平精英）二周年のテーマ曲                                                                                                   |
| 2021年11月26日 | 飞行模式（機内モード）                                     | マーズ・コンサート2021で初公開 |
| 2021年11月27日 | 小镇里的花（小さな町の花）                                 | マーズ・コンサート2021で初公開 病院に末期がんの母親に付き添っていた最後の数ヶ月の間で書いた、母親への歌だと、バラエティ番組「王牌対王牌S7」のEP6で語った |
| 2021年11月28日 | 黑白艺术家（黒白芸術家）                                   | マーズ・コンサート2021で初公開。アンチファンに対する当てこすりである                                                                                     |
| 2021年12月3日  | 好想我回来啊（僕を戻ってもらいたいなぁ）                   | 癒し三部作・あがき編。マーズ・コンサート2021で初公開 |
| 2021年12月4日  | 花落时相遇（花が舞い落ちる時の出会い）                     | 癒し三部作・希望編。マーズ・コンサート2021で初公開 |
| 2021年12月5日  | 走，一起去看日出吧（ほら、一緒に日の出を見に行こう）       | 癒し三部作・未来編。マーズ・コンサート2021で初公開 |
| 2022年6月15日  | 肆无惧燥（乾燥の心配なし）                                 | スプライトのCM曲 |

## ライブ・コンサート

### パーソナルコンサート
「マーズ・コンサート （MARS CONCERT）」
| 時間                                         | 場所                                        | 公演数                        | 他 |                               |
| 2014マーズ・コンサート（2回）                | 2014マーズ・コンサート（2回）               | 2014マーズ・コンサート（2回） | 2014マーズ・コンサート（2回） | 2014マーズ・コンサート（2回） |
| -------------------------------------------- | ------------------------------------------- | ----------------------------- | --- | ----------------------------- |
| 2014.09.06-07                                | 北京 五棵松体育館                           | 2                             | |                               |
| 2015マーズ・コンサート（3场）                |                                             |                               | |                               |
| 2015.07.31-08.02                             | 上海 上海体育館（上海大舞台）               | 3                             | |                               |
| 2016マーズ・コンサート（3场）                |                                             |                               | |                               |
| 2016.07.02                                   | 北京 五棵松体育館                           | 1                             | 360度開放型ステージでパーソナルコンサートを開催するのは、中国本土では第一人 |                               |
| 2016.08.21                                   | 上海 メルセデス・ベンツアリーナ             | 1                             | |                               |
| 2016.09.16                                   | 深圳 深圳湾体育中心（春繭）                 | 1                             | |                               |
| 2017マーズ・コンサート（2场）                |                                             |                               | |                               |
| 2017.10.13-14                                | 北京 五棵松体育館                           | 2                             | 中国語では、13-14という日付には「一生一世」の意味がある |                               |
| 2018マーズ・コンサート（2场）                |                                             |                               | |                               |
| 2018.09.08-09                                | 北京・国家体育場（鳥の巣）                  | 2                             | 北京国家体育場・鳥の巣でパーソナルコンサートを開催できることは、20代の歌手の間では初の出来事 スタジアムの収容人数は中国最大規模の9万人だが、初日のチケットは1分56秒のうち完売 臨時追加の2日目のコンサートも、チケットが2分58秒で完売 コンサートのドキュメンタリーがアルバム「新世界NEW WORLD」の特典として販売 |                               |
| 2019マーズ・コンサート（3场）                |                                             |                               | |                               |
| 2019.11.15-17                                | 海口・五源河スタジアム                      | 3                             | 元々11月1-3日に予定されていたコンサートは、不可抗力により11月15-17日に延期され、場所も深圳から海口に変更 |                               |
| 2021マーズ・コンサート（6场）                |                                             |                               | |                               |
| 2021.11.26-28 2021.12.3-5                    | 海口・長影ユニバーサル100ファンタジーランド | 6                             | コンサートのテーマは「花咲くうららかな春（春暖花開）」 座席なしの音楽祭の形で、毎日「日の部（2:07pm-4:30pm）」と「夜の部（19:30pm-22:00pm）」の2回の公演が含まれ、日の部は主にファンとの交流とUnpluggedで、夜の部は正式なロックライブコンサート 毎日一曲、合計6曲の新曲を初公開した COVID-19流行の拡大を防ぐため、観客全員は予防接種証明書と48時間以内にの核酸検査結果の提示が必要 また、中国政府が公開した中高リスク地区により、一部の観客は入園禁止、或いは指定の隔離エリアで観覧 |                               |
| 火星楽章 - デビュー9周年オンラインコンサート |                                             |                               | |                               |
| 2022.9.25                                    | 抖音（TikTok中国版）オンライン生放送        | 1                             | デビュー9周年の記念ライブ 交響楽団と合唱団とのコラボレーションで11曲をリアレンジ 2時間でのオンライン視聴回数は2億を超え 楽団指揮とアカペラ合唱を初めて経験 |                               |

### 他の公演
| 日期                    | 公演タイトル                                                                                              | 演出曲 | 場所 |
| 2013年11月 - 2014年3月  | 2013快乐男声全国巡回演唱会（「2013快楽男声」全国ライブツアー）                                            | | 北京、上海、武漢、深圳、重慶、南京、広州、蘇州、成都、廈門、杭州 ツアーファイナルでは、「ツアースター」の称号を獲得した |
| 2014年1月19日           | 2014绵柔·梨花村群星演唱会（2014綿柔梨花村・スーパースターコンサート）                                     | 演出曲 1. 「Feeling Good」 2. 「安全感」 3. 「亲爱的小孩（親愛なる子よ）」 | 湖北省十堰市スタジアム                                                                                                  |
| 2014年1月30日           | 《梦想星搭档》为了孩子公益盛典（夢のスターパートナー・子供のために・公益盛典）                            | 演出曲 1. 「亲爱的小孩（親愛なる子よ）」 | |
| 2014年1月30日           | 2014中国中央電視台春節聯歓晩会                                                                            | 演出曲 1. 「在那遙遠的地方（あのほど遠い地方には）」 | |
| 2014年1月31日           | 2014北京卫视春节联欢晚会（2014北京テレビ春節聯歓晩会）                                                    | 演出曲 1. 「We Are Young」 | |
| 2014年2月14日           | 2014湖南卫视元宵喜乐会（2014湖南テレビ・ランタンフェスティバル）                                          | 演出曲 1. 「開到荼蘼」 | |
| 2015年11月10日          | 天猫双11狂欢夜（天猫ダブル11カーニバルの夜）                                                              | 演出曲 1. 「异类（異類）」 | 北京・国家水泳センター（水立方）                                                                                        |
| 2015年2月19日           | 2015北京卫视春节联欢晚会（2015北京テレビ春節聯歓晩会）                                                    | 演出曲 1. 「春」 | |
| 2016年1月7日            | 2015微博之夜（2015新浪微博の夜）                                                                          | 演出曲 1. 「异类（異類）」 | |
| 2016年1月8日            | 朗朗的天空（ラン・ランのスカイ）                                                                          | | 瀋陽遼寧体育館 |
| 2016年1月29日           | 新氧2016小鲜肉巡回颜唱会（新氧2016ヤングアイドル巡回コンサート）                                          | 演出曲 1. 「拆弹专家（爆弾処理専門家）」 2. 「异类（異類）」 3. 「反义词（反義語）」 4. 「我管你（お前のことなど知ったことか）」 5. 「卡西莫多的礼物（カジモドの贈り物）」                                                                               | 広州国際体育演芸中心 |
| 2016年2月8日            | 2016北京卫视春节联欢晚会（2016北京テレビ春節聯歓晩会）                                                    | 演出曲 1. 「写给未来的孩子（未来の子供へ）」 | |
| 2016年4月9日            | 第十六届音乐风云榜年度盛典（第16回音楽風雲榜年度盛典）                                                    | 演出曲 1. 「蜉蝣」 2. 「我管你（お前のことなど知ったことか）」 | 深圳湾体育中心（春繭）                                                                                                  |
| 2016年5月8日            | 第23回北京大学生映画祭                                                                                    | 演出曲 1. 「横冲直撞（大暴走）」 | 国家オリンピックスポーツセンター                                                                                        |
| 2016年7月23日           | 淘宝造物节（淘宝造物祭）                                                                                  | 演出曲 1. 「微光（微かな光）」 2. 「我管你（お前のことなど知ったことか）」 3. 「国王与乞丐（国王と乞食）」 4. 「造物者（クリエイター）」 | 上海世博展覧館 |
| 2016年9月12日           | 「美丽宁夏 2016中秋之夜（美しい寧夏・2016中秋の夜）」スーパースターコンサート                             | 演出曲 1. 「我管你（お前のことなど知ったことか）」 2. 「国王与乞丐（国王と乞食）」 3. 「Here We Are」 | 銀川市賀蘭山スタジアム                                                                                                  |
| 2016年10月16日          | 第十一届中国金鹰电视艺术节颁奖晚会（第11回中国金鷹テレビ芸術祭・アワード夜会）                            | 演出曲 1. 人気ドラマ主題歌メドレー（with 劉涛） | |
| 2016年9月27日           | 亚洲新歌榜2016年度盛典（亜洲新曲榜2016年度盛典）                                                          | 演出曲 1. 「To Be Free」 | 北京会議センター |
| 2016年11月10日          | 2016天猫双11狂欢夜（2016ダブル11カーニバル天猫の夜）                                                      | 演出曲 1. 「我的滑板鞋2016（僕のスケートボードシューズ2016）」 | 深圳世界大学生運動会スポーツセンター                                                                                    |
| 2016年11月26日          | 咪咕群星演唱会（咪咕スーパースターコンサート）                                                            | 演出曲 1. 「Here We Are」 2. 「造物者（クリエイター）」 3. 「For Forever」 | 貴州貴陽新スタジアム |
| 2016年12月17日          | 唱响南京2016巨星演唱会（響け南京2016スーパースターコンサート）                                            | 演出曲 1. 「Here We Are」 2. 「国王与乞丐（国王と乞食）」 3. 「我的滑板鞋2016（僕のスケートボードシューズ2016）」 | 南京五台山スポーツセンター                                                                                              |
| 2016年12月20日          | 2016 国剧盛典（中国TVドラマ盛典）                                                                         | 演出曲 1. 「国王与乞丐（国王と乞食）」 2. 「微光（微かな光）」 3. 「齐天大圣（斉天大聖）」 | 北京園博園 |
| 2016年12月23日          | 海航集团2017迎新晚会（海航集団2017新年パーティー）                                                        | 演出曲 1. 「国王与乞丐（国王と乞食）」 2. 「卡西莫多的礼物（カジモドの贈り物）」 3. 「我的滑板鞋2016（僕のスケートボードシューズ2016）」 | 海口・海航文化広場 |
| 2016年12月24日          | 京东校园之星总决赛群星演唱会（京東キャンパススター・決勝戦コンサート）                                    | 演出曲 1. 「我离孤单几公里（孤独までまだ何キロ）」 2. 「我的滑板鞋2016（僕のスケートボードシューズ2016）」 | 北京工業大学体育館 |
| 2017年4月22日           | 香蕉计划big嘉年华（バナナ計劃bigカーニバル）                                                              | 演出曲 1. 「我的滑板鞋2016（僕のスケートボードシューズ2016）」 2. 「异类（異類）」 3. 「我们都是孤独的（人は皆孤独である）」 4. 「For Forever」 5. 「蜉蝣」 6. 「齐天大圣（斉天大聖）」 7. 「Why Nobody Fights」                                         | 上海万博公園 |
| 2017年5月1日            | 草莓音乐节（ストロベリー音楽祭）                                                                          | 演出曲 1. 「Here We Are」 2. 「我的滑板鞋2016（僕のスケートボードシューズ2016）」 3. 「卡西莫多的礼物（カジモドの贈り物）」 4. 「Let You Go」 5. 「齐天大圣（斉天大聖）」                                                                                | 上海万博公園 |
| 2017年5月20日           | in-music演唱会（in-musicコンサート）                                                                      | 演出曲 1. 「我管你（お前のことなど知ったことか）」 2. 「我的滑板鞋2016（僕のスケートボードシューズ2016）」 3. 「国王与乞丐（国王と乞食）」 | 武漢華中科技大学光谷体育館                                                                                              |
| 2017年5月27日           | 映客樱花女神星光夜（映客桜女神スターライトの夜）                                                          | 演出曲 1. 「卡西莫多的礼物（カジモドの贈り物）」 2. 「我的滑板鞋2016（僕のスケートボードシューズ2016）」 3. 「我管你（お前のことなど知ったことか）」 | 国家オリンピックスポーツセンター                                                                                        |
| 2017年7月8日            | 珠江纯生《生・非凡》生啤酒派对（珠江純生「生・非凡」ビールパーティー）                                    | 演出曲 1. 「我的滑板鞋2016（僕のスケートボードシューズ2016）」 2. 「国王与乞丐（国王と乞食）」 3. 「异类（異類）」 | 広州タワー |
| 2017年8月27日           | SUMMER SONIC音楽祭                                                                                        | 演出曲 1. 「齐天大圣（斉天大聖）」 2. 「寻（尋）」 3. 「我的滑板鞋2016（僕のスケートボードシューズ2016）」 4. 「我管你（お前のことなど知ったことか）」 5. 「我们都是孤独的（人は皆孤独である）」 6. 「拆弹专家（爆弾処理専門家）」                       | 上海申迪生態パーク |
| 2017年9月1日            | 鲁班设计尖货节（魯班デザイン尖貨祭）                                                                      | 演出曲 1. 「我管你（お前のことなど知ったことか）」 2. 「微光（微かな光）」 3. 「异类（異類）」 | 上海東方スポーツセンター                                                                                                |
| 2017年9月3日            | D1 GRAND PRIX飘移大奖赛合肥站（D1 Grand Prix中国区）                                                      | 演出曲 1. 「Here We Are」 2. 「齐天大圣（斉天大聖）」 | 合肥 |
| 2017年9月27日           | 长沙保利MALL开业盛典（長沙保利MALLオープニング盛典）                                                      | 演出曲 1. 「我的滑板鞋2016（僕のスケートボードシューズ2016）」 2. 「拆弹专家（爆弾処理専門家）」 3. 「国王与乞丐（国王と乞食）」 4. 「我管你（お前のことなど知ったことか）」                                                                             | 長沙保利MALL |
| 2017年11月5日           | 凱迪拉克中心掲幕盛典（キャデラック・アリーナ発表盛典）                                                    | 演出曲 1. 「We Are Young 」 2. 「横冲直撞（大暴走）」 3. 「寻（尋）」 4. 「我管你（お前のことなど知ったことか）」 | 北京キャデラック・アリーナ                                                                                              |
| 2017年11月11日          | 星悦匯公演                                                                                                | 演出曲 1. 「Here We Are」 2. 「我的滑板鞋2016（僕のスケートボードシューズ2016）」 3. 「我管你（お前のことなど知ったことか）」 | 蘇州 |
| 2017年11月26日          | 《国色清香 荣耀中原》超级巨星演唱会（「国色清香 栄耀中原」スーパースターコンサート）                      | | 河南スポーツセンター |
| 2017年12月2日           | 2018爱奇艺尖叫之夜（スクリーム2018愛奇芸の夜）                                                            | 演出曲 1. 「无聊人（つまんない人）」 | |
| 2017年12月3日           | 2017腾讯视频星光大赏（2017テンセント・ビデオ星光大賞）                                                    | 演出曲 1. 「智商二五零（IQ250）」 | |
| 2018年1月13日           | 烎2018・潮音发布夜（烎2018・潮音発表ナイト）                                                              | 演出曲 1. 「我管你（お前のことなど知ったことか）」 2. 「智商二五零（IQ250）」 3. 「异类（異類）」 | |
| 2018年2月8日            | 2018湖南卫视小年夜春晚（2018湖南テレビ・小年夜春晩）                                                      | 演出曲 1. 「智商二五零（IQ250）」 | |
| 2018年3月2日            | 2018湖南卫视元宵喜乐会（2018湖南テレビ・ランタンフェスティバル）                                          | 演出曲 1. 「我的滑板鞋2016（僕のスケートボードシューズ2016）」 | |
| 2018年4月29日           | 红牛2018长江国际音乐节（RED BULL 2018長江国際音楽祭）                                                     | 演出曲 1. 「我管你（お前のことなど知ったことか）」 2. 「寻（尋）」 3. 「异类（異類）」 4. 「我的滑板鞋2016（僕のスケートボードシューズ2016）」 5. 「For Forever」 6. 「智商二五零（IQ250）」 7. 「齐天大圣（斉天大聖）」                                 | 中国鎮江・世業洲 |
| 2018年4月30日           | 上海滴水湖阳光音乐节（上海滴水湖陽光音楽祭）                                                              | 演出曲 1. 「我管你（お前のことなど知ったことか）」 2. 「异类（異類）」 3. 「我们都是孤独的（人は皆孤独である）」 4. 「蜉蝣」 5. 「智商二五零（IQ250）」 6. 「齐天大圣（斉天大聖）」 7. 「For Forever」 8. 「why nobody fights」                          | 上海・滴水湖西島 |
| 2018年5月5日            | 2018奇迹演唱会郑州站・520美容师之夜（2018奇跡コンサート・520美容師の夜）                                  | 演出曲 1. 「寻（尋）」 2. 「我管你（お前のことなど知ったことか）」 3. 「异类（異類）」 4. 「国王与乞丐（国王と乞食）」 | 河南スポーツセンター |
| 2018年5月19日           | 珠江纯生《生・非凡》生啤酒派对（珠江純生「生・非凡」ビールパーティー）                                    | 演出曲 1. 「智商二五零（IQ250）」 2. 「我们都是孤独的（人は皆孤独である）」 3. 「异类（異類）」 | 広州タワー |
| 2018年5月26日           | 炫舞之夜即QQ炫舞十周年盛典（QQ炫舞十周年盛典）                                                            | 演出曲 1. 「微光（微かな光）」 2. 「齐天（斉天）」 3. 「异类（異類）」 | 上海・宝山スタジアム |
| 2018年5月27日           | 映客樱花女神星光夜（映客桜女神スターライトの夜）                                                          | 演出曲 1. 「齐天（斉天）」 2. 「寻（尋）」 3. 「异类（異類）」 | 広州スタジアム |
| 2018年6月17日           | 2018南京国潮音乐节（2018南京国潮音楽祭）                                                                  | 演出曲 1. 「我管你（お前のことなど知ったことか）」 2. 「我的滑板鞋2016（僕のスケートボードシューズ2016）」 3. 「寻（尋）」 4. 「智商二五零（IQ250）」 5. 「蜉蝣」 6. 「我们都是孤独的（人は皆孤独である）」 7. 「异类（異類）」 8. 「why nobody fights」 | 南京・銀杏湖遊園地 |
| 2018年8月5日            | 大麦网・世界妙物纪音乐节（世界妙物紀音楽祭）                                                              | 演出曲 1. 「烟火里的尘埃（花火の塵埃（ほこり））」 2. 「我管你（お前のことなど知ったことか）」 3. 「寻（尋）」 4. 「蜉蝣」 5. 「For Forever」 6. 「齐天大圣（斉天大聖）」 7. 「why nobody fights」                                                       | 上海金山シティビーチ |
| 2018年9月22日           | 2018中国南昌・梅岭伶伦音乐节（2018中国南昌梅嶺伶倫音楽祭）                                                | 演出曲 1. 「我管你（お前のことなど知ったことか）」 2. 「蜉蝣」 3. 「异类（異類）」 4. 「For Forever」 5. 「寒鸦少年（鴉の少年）」 6. 「齐天大圣（斉天大聖）」 7. 「寻（尋）」 8. 「why nobody fights」                                                   | 南昌市湾里区新経済産業園                                                                                                |
| 2018年9月24日（放映）   | 2018湖南卫视《中秋之夜》（2018湖南テレビ「中秋の夜」）                                                    | 演出曲 1. 「智商二五零（IQ250）」 2. 「寻（尋）」 | 湖南長沙銅官窯古鎮 |
| 2018年9月24日           | 北京易车Running Shark流行电子音乐节（北京易車Running Sharkポップ電子音楽祭）                              | 演出曲 1. 「我管你（お前のことなど知ったことか）」 2. 「寻（尋）」 3. 「异类（異類）」 4. 「烟火里的尘埃（花火の塵埃（ほこり））」 5. 「蜉蝣」 6. 「齐天大圣（斉天大聖）」                                                                               | 北京・世界葡萄エキスポパーク                                                                                            |
| 2018年9月29日           | 无限彩蛋演唱会（無限のイースターエッグ・コンサート）                                                      | 演出曲 1. 「齐天大圣（斉天大聖）」 2. 「我管你（お前のことなど知ったことか）」 3. 「国王与乞丐（国王と乞食）」 4. 「异类（異類）」 | 深圳・宝安スポーツセンター                                                                                              |
| 2018年10月1日           | BONBONLAND 西部音乐节（BONBONLANDウエスト音楽祭）                                                         | 演出曲 1. 「我管你（お前のことなど知ったことか）」 2. 「异类（異類）」 3. 「To Be Free」 4. 「蜉蝣」 5. 「for forever」 6. 「齐天大圣（斉天大聖）」 7. 「why nobody fights」                                                                             | 成都・都江堰ウエスト音楽公園                                                                                            |
| 2018年10月2日           | 2018珠海沙滩音乐节（2018珠海砂浜音楽祭）                                                                  | 演出曲 1. 「寻（尋）」 2. 「寒鸦少年（鴉の少年）」 3. 「异类（異類）」 4. 「蜉蝣」 5. 「for forever」 6. 「齐天大圣（斉天大聖）」 7. 「why nobody fights」                                                                                               | 珠海・海水浴場の砂浜で                                                                                                  |
| 2018年10月4日           | 2018武汉云游国际音乐节（武漢雲遊国際音楽祭）                                                              | 演出曲 1. 「寻（尋）」 2. 「我管你（お前のことなど知ったことか）」 3. 「烟火里的尘埃（花火の塵埃（ほこり））」 4. 「异类（異類）」 5. 「蜉蝣」 6. 「齐天大圣（斉天大聖）」 7. 「why nobody fights」                                                      | 武漢体育中心 |
| 2018年10月27日          | カレン・モク世界巡回演唱会重庆站嘉宾（莫文蔚世界ライブツアー・重慶・ゲスト）                              | 演出曲 1. 「半生緣(我们在这里相遇)」 | 重慶国際エキスポ中心 |
| 2018年10月28日          | 「王者栄耀」三周年音乐盛典（王者栄耀三周年アニバーサリー）                                                | 演出曲 1. 「智商二五零（IQ250）」 | 五粮液成都金融城演芸中心                                                                                                |
| 2018年12月12日          | BAZAAR MEN中国 2018メン・オブ・ザ・イヤー                                                                 | 演出曲 1. 「我管你（お前のことなど知ったことか）」 | 北京751D·PARK |
| 2018年12月31日          | 2018-2019湖南卫视跨年演唱会（2018-2019湖南テレビカウントダウン・ライブ                                    | 演出曲 1. 「蜉蝣」 2. 「斗牛（闘牛）」 | 広州国際体育演芸中心 |
| 2019年1月11日           | 2018微博之夜（2018新浪微博の夜）                                                                          | 演出曲 1. 「齐天（斉天）」 | 北京五カ松体育館 |
| 2019年1月13日（放映）   | 2018阅文超级ip风云盛典（2019閲文スーパーIP風雲盛典）                                                      | 演出曲 1. 「寒鸦少年（鴉の少年）」 | 上海メルセデス・ベンツアリーナ                                                                                          |
| 2019年1月13日           | 烎2019南京潮音发布夜（烎2019南京潮音発表ナイト）                                                          | 演出曲 1. 「声希」 2. 「斗牛（闘牛）」 3. 「寒鸦少年（鴉の少年）」 | 南京ユースオリンピックパークスタジオ                                                                                    |
| 2019年4月24日           | 2019中国航天日文艺晚会（2019中国航空宇宙デー・コンサート）                                                | 演出曲 1. 「蜉蝣」 | 長沙・湖南大衆伝媒学院演播楼                                                                                            |
| 2019年5月18日           | 成都BBF比特节拍音乐节（成都BBFビット・ビート音楽祭）                                                      | 演出曲 1. 「我管你（お前のことなど知ったことか）」 2. 「斗牛（闘牛）」 3. 「寻（尋）」 4. 「蜉蝣」 5. 「寒鸦少年（鴉の少年）」 6. 「For Forever」 7. 「新世界」 8. 「why nobody fights」                                                                 | 成都国際無形文化遺産博覧園                                                                                              |
| 2019年5月25日           | 上海滴水湖阳光音乐节（上海滴水湖陽光音楽祭）                                                              | 演出曲 1. 「斗牛（闘牛）」 2. 「寻（尋）」 3. 「我管你（お前のことなど知ったことか）」 4. 「For Forever」 5. 「降临（降臨）」 6. 「新世界」 7. 「why nobody fights」                                                                                     | 上海・滴水湖西島 |
| 2019年6月9日            | 《创造营2019》总决赛（「創造営2019」決勝戦）                                                              | 演出曲 1. 「新世界」 | 青島・東方影都 |
| 2019年7月7日            | 青岛凤凰音乐节（青島フェニックス音楽祭）                                                                  | 演出曲 1. 「我管你（お前のことなど知ったことか）」 2. 「寻（尋）」 3. 「斗牛（闘牛）」 4. 「降临（降臨）」 5. 「For Forever」 6. 「异类（異類）」 7. 即興曲 8. 「why nobody fights」                                                                     | 青島・ゴールデンビーチビールシティ                                                                                      |
| 2019年7月29日           | 《极限挑战第五季》公益演唱会（「限界に挑戦シーゾン5」のチャリティー・コンサート）                         | 演出曲 1. 「騎士精神）」（オリジナル：ジョリン・ツァイ with. ディルラバ・ディルムラット 2. 「斗牛（闘牛）」 | 上海・万博中国航舶館 |
| 2019年8月10日           | 2019「王者栄耀」世界冠军杯总决赛（2019「王者栄耀」ワールドカップ決勝戦）                                  | 演出曲 1. 「齐天大圣（斉天大聖）」 2. 「我管你（お前のことなど知ったことか）」 | 深圳世界大学生運動会スポーツセンター                                                                                    |
| 2019年11月10日          | 2019天猫双11狂欢夜（2019ダブル11カーニバル天猫の夜）                                                      | 演出曲 1. 「烟火里的尘埃(花火の塵埃（ほこり）」 | 上海メルセデス・ベンツアリーナ                                                                                          |
| 2019年12月14日          | “真乐·无界”第十三届音乐盛典咪咕汇（ 「真楽・無界」第十三回咪咕音楽アニバーサリー）                        | 演出曲 1. 「寻（尋）」 2. 「我管你（お前のことなど知ったことか）」 3. 「斗牛（闘牛）」 4. 「新世界」 | 広州国際体育演芸中心 |
| 2020年1月1日 00:00 am   | 2019-2020湖南卫视跨年演唱会（2019-2020湖南テレビカウントダウン・ライブ）                                  | 演出曲 1. 「好想爱这个世界啊（ああ、この世界を愛したい）」 2. 「七重人格」 3. 「新世界」 | 海口・五源河体育場 |
| 2020年11月10日          | 2020天猫双11狂欢夜（2020ダブル11カーニバル天猫の夜）                                                      | 演出曲 1. 「斗牛（闘牛）」 | 上海メルセデス・ベンツアリーナ                                                                                          |
| 2020年11月15日          | 2020和平精英PEC国际冠军杯（2020Game for Peace PEC国際チャンピオンシップ）                                 | 演出曲 1. 「斗牛（闘牛）」 2. 「我管你（あんたの気持ちなんか知るか）」 | 上海東方体育中心 |
| 2020年11月27日          | 上海恒隆広場「HOME TO LUXURY」パーティー                                                                  | 演出曲 1. 「寻（尋）」 2. 「疯人院（瘋癲院）」 3. 「好想爱这个世界啊（この世界を愛したい）」 | 上海恒隆広場 |
| 2020年12月4日           | 2020智族GQ年度人物盛典（GQ CHINA「MEN OF THE YEAR 2020」受賞）                                            | 演出曲 1. 「好想爱这个世界啊（この世界を愛したい）」 | 上海当代美術博物館 |
| 2020年12月31日 23:32pm- | 2020-2021湖南卫视跨年演唱会（2020-2021湖南テレビカウントダウン・ライブ）                                  | 演出曲 1. 「降临（降臨）」 2. 「疯人院（瘋癲院）」 3. 「For Forever」 | 海口・五源河体育場 |
| 2021年1月19日           | 2021TikTok星動之夜                                                                                        | 演出曲 1. 「新世界」 | 北京・五棵松体育館 |
| 2021年2月28日           | 2020新浪微博の夜                                                                                          | 演出曲 1. 「新世界」 | 上海メルセデス・ベンツアリーナ                                                                                          |
| 2021年3月31日           | 时尚芭莎年度派对（ハーパーズバザー 年度パーティー）                                                       | 演出曲 1. 「疯人院（瘋癲院）」 2. 「好想爱这个世界啊（この世界を愛したい）」 | 上海 |
| 2021年5月3日            | 2021和平精英2周年派对·PEL重庆巡回赛（2021 Game for Peace 二周年パーティー）                               | 演出曲 1. 「飞行指挥家（飛行指揮者）」 2. 「齐天（斉天）」 | 重慶・華熙文化体育センター                                                                                              |
| 2021年6月12日           | 浙江卫视《百度潮盛典》（浙江テレビ百度潮盛典）                                                            | 演出曲 1. 「七重人格」 | |
| 2021年7月31日           | 2021和平精英超级杯（Game for Peaceスーパーカップ 2021）                                                   | 演出曲 1. 「飞行指挥家（飛行指揮者）」 2. 「新世界」 | 上海メルセデス・ベンツアリーナ                                                                                          |
| 2021年9月21日           | “湾区升明月”2021大湾区中秋电影音乐晚会（「湾区に明月が昇る」2021グレーターベイエリア中秋節映画音楽夜会）  | 演出曲 1. 「东方之珠（東の真珠）」（合唱） 2. 「起跑线（スタートライン）」（合唱） | 深圳 |
| 2021年11月10日          | 天猫双十一狂欢夜（天猫双11狂歓夜）                                                                        | 演出曲 1. 「新世界」 | 上海メルセデス・ベンツアリーナ                                                                                          |
| 2021年12月31日          | 2021-2022湖南卫视跨年晚会（2021-2022湖南テレビカウントダウンライブ）                                      | 演出曲 1. 「小镇里的花（小さな町の花）」 2. 「走，一起去看日出吧（ほら、一緒に日の出を見に行こう）」 | 長沙・湖南国際会展センター（HICEC）                                                                                     |
| 2022年2月1日            | 2022湖南卫视全球华侨华人春晚大联欢（2022湖南テレビ華僑華人中国春節祭ガラ）                                | 演出曲 1. 「走，一起去看日出吧（ほら、一緒に日の出を見に行こう）」 | 長沙 |
| 2022年8月21日           | 2022《和平精英》职业联赛（PEL）夏季赛总决赛暨空投节盛典（Game for Peace プロリーグ (PEL) 2022夏・決勝戦） | 演出曲 1. 「飞行指挥家（飛行指揮者）」 2. 「名場面」 | 深圳・深圳湾体育中心（春繭）                                                                                            |

## 出演

### 映画とウェブドラマ
- 2013年 「我就是我（私は私である）」（「2013快楽男声」のドキュメンタリー、ディレクター：范立欣）[107]
- 2014年 「卡西莫多的礼物（カジモドの贈り物）」（Music Video・短編映画）[108]
- 2015年 「史料不及（予想外の歴史）」（シットコム）[109]
- 2015年 「恋家有方（家の愛し方）」（シットコム）（友情出演）[110]
- 2020年 「大宅门」（GQ雑誌PV・短編ホラー映画）[111]
- 2021年 「造相馆（写真館）」（短編年賀映画）[112]

## バラエティ番組

### レギュラー出演番組
| 放送時間                      | 番組名 | エピソードの数 |
| ----------------------------- | --- | --- |
| 2014年4月25日-6月13日         | 湖南テレビ 「花儿与少年（花と少年）」 | 全8回 |
| 2015年11月13日-12月25日       | 江蘇テレビ 「唱游天下（唄の旅）」 | 演出曲 1. 《千年的爱》with 胡彦斌 2. 《春》 3. 《对你爱不完》with 张碧晨 4. 《爱》 5. ゲストのコメント 6. 《王妃》 7. ゲストの指導 8. 《异类》with 方大同 9. 《Feeling Good》 |
| 2016年10月16日-2017年1月1日   | 東方テレビ 「天籁之战」 | 演出曲 1. 《流浪记》 2. 《故乡的云》（故郷の雲） 3. 《我的滑板鞋2016》（僕のスケートボードシューズ2016） 4. 《老鼠爱大米》 5. 《Dear friend》 6. 休み 7. 《齐天大圣》（斉天大聖） 8. Help杨坤《痒》 9. 《易燃易爆炸》（燃えやすくて爆発しやすい） 10. 《南屏晚钟》with 苏诗丁 11. 《如果你是李白》（もしあなたが李白）with 范媛媛 12. 《如果爱》（愛であれば）with 苏诗丁 |
| 2017年6月3日-9月2日           | 上海テレビ 「旅途的花样」 | 全13回 |
| 2017年6月10日-9月23日         | テンセント・ビデオ 「明日の子」 「盛世魔音赛道（ボーカルグループ）」のトレーナーを担当 | 全15回 |
| 2017年10月15日- 2018年1月13日 | 東方テレビ 「天籁之战2」 | 演出曲 1. 《阿里山的姑娘》（阿里山の娘） 2. 《天堂》（HEAVEN） 3. 《夜半歌声》（夜半歌聲） 4. 《深情相拥》with 赵宥乔 5. 《我很丑可是我很温柔》 6. 《代号魂斗罗》（コードネーム魂斗羅） 7. 休み 8. 《爸，我回来了》（父さん ただいま） 9. 《一人饮酒醉》 10. 休み 11. 《白痴》with 马璐 12. 《渺小》with 耿斯汉 |
| 2018年2月2日-4月20日          | 湖南テレビ 「歌手2018」 | 演出曲 1. 《齐天》（斉天） 2. 《孩子》（子供） 3. 《双截棍》（ヌンチャク） 4. 《我管你》（お前のことなど知ったことか ） 5. 《易燃易爆炸》（燃えやすくて爆発しやすい） 6. 《山海》 7. 《假行僧》（フェイク・モンク） 8. 《平凡之路》（平凡な道） 9. 《我》（私） 10. 《光年之外》+《呐喊》（光年の向こう+叫び） 11. 《微光》(微かな光) |
| 2018年6月29日-9月14日         | テンセント・ビデオ 「明日の子2」 「盛世魔音赛道（ボーカルグループ）」のトレーナーを担当 | 全11回 |
| 2019年2月-4月                 | 浙江テレビ「王牌対王牌シーズン4」 | 全12回 |
| 2019年6月15日-8月24日         | テンセント・ビデオ 「明日之子（明日の子3・クリスタル時代）」 六人のトレーナーの一人で、ボーカル能力とパフォーマンスの表現力を重視 | 全11回 |
| 2020年2月7日-4月24日          | 湖南テレビ 「歌手2020：当打の年」 | 演出曲 1. 《寒鸦少年》（鴉の少年） 2. 《斗牛》（闘牛） 3. 《你要相信这不是最后一天》（終焉の日でないと信じて） 4. 《荒野魂斗羅》 5. 《我们》（僕たち） 6. 《神树》（神木） 7. 《降临》（降臨） 8. 《新世界》 9. 《好想爱这个世界啊》（この世界を愛したい） 10. 敗者復活戦 11. 《疯人院》（癲狂院） 12. 《西門少年》+《七重人格》 |
| 2020年2月-5月                 | 浙江テレビ「王牌対王牌シーズン5」 | 演出曲 1. 《当+小冤家》with 蘇有朋 2. 《爱情大魔咒》（愛の大魔呪）with 趙薇 3. 《少年英雄小哪吒》（少年ヒーロー哪吒） 4. 《水手》（セーラー） 5. 《咱们屯里的人》（うちの村の皆さん）with 唐鑑軍（AKA 謝広坤） 6. 歌なし 7. 《蜉蝣（カゲロウ）+最终信仰（最終的な信仰）》with ラウル・シャン 8. 《无间道》（無間道）with 沈腾（シェン・トン） 9. 歌なし 10. 《最近比较烦》（最近なんだかイライラする）with 沈腾（シェン・トン）、王耀慶 11. 《听妈妈的话》（ママの言うことを聞く）with チャン・シンイー 12. 《少年》with 黄暁明 《好想爱这个世界啊》（この世界を愛したい）with ラン・ラン                                                                                       |
| 2021年1月-4月                 | 浙江テレビ「王牌対王牌シーズン6」 | 演出曲 1. 《夜的第七章》（怪盗キッドのCOSPLAYで登場） 2. 《亲爱的小孩（親愛なる子よ）》 3. 《中国功夫》with 王宝強 4. 《杀破狼》 5. 汪峰（ワンフォン）の名曲メドレー（ ものまねショー）with 杨迪、沈腾（シェン・トン） 6. 《寒鸦少年（鴉の少年）》（ハリーポッターのCOSPLAYで登場） 7. 王牌音楽祭：《快乐崇拜》with 王牌家族 《エーテルドラム+キーボードの即興曲》 《一起摇摆》 《所有人都在玩手机》with汪峰（ワンフォン） 《国王与乞丐（国王と乞食）》with ファン 8. 《疯人院（癲狂院）+血腥爱情故事》アカペラ Ver. 9. 《to 王牌家族》ギターの弾き語り 10. 《护花使者》with 関暁彤 11. 《笨小孩（王牌家族 Ver.）》with 沈腾（シェン・トン）、宋亜軒（ソン・ヤーシェン）        |
| 2022年2月-5月                 | 浙江テレビ「王牌対王牌シーズン7」 | 演出曲 1. 《烟花易冷（中国の地方演劇・越劇Ver.）》with 茅威濤（マオ・ウェイタオ） 2. 《Stay With Me（詐欺撲滅Ver.）》with 沈腾（シェン・トン） 3. 《天涯 + 永遠永遠》with チウ・マンチェク 4. 《破繭》with 胡宇桐（フー・ユートン） 5. 《小镇里的花（小さな町の花）》 6. 《新世界 + 呐喊》with 張韶涵（アンジェラ・チャン） 7. 《用尽我的一切奔向你》with 浙江大学付属高校合唱団 8. 《流星下的願》with 関暁彤 9. 《喜劇之王 + Candy Kisses》with 賈玲（ジャー・リン） 10. ミニミュージカル「永不失联的情报（永遠に途絶えない情報）」with 賈玲（ジャー・リン）、黄景瑜 11. 《Lydia+你的微笑（あなたの微笑み）》 12. 《把你唱成歌（君を歌う）》（MCチームのメンバーへのメドレー） |
| 2022年3月-6月                 | 湖南テレビ 「春には花が咲く（春天花会开）」 華晨宇は、チベット族出身の実力派歌姫譚維維（タン・ウェイウェイ）と中国の有名なソプラノ歌手雷佳（レイ・ジア）と共に、中国民間歌謡を宣伝するための音楽コンクール番組「春天花会开」の名伯楽（トレーナー）を担当 | 全12回。 EP10では、編鐘を含む中国民族楽器の伴奏に合わせて自分のオリジナル曲「小镇里的花（小さな町の花）」を歌った EP12（決勝戦）の「歌謡曲メドレー」パートでは、「花儿为什么这样红（花はなぜそんなに赤いの）」を歌った |
| 2022年5月-8月                 | iQIYI ミステリーバラエティ番組「萌え探偵（萌探探探案）シーズン2」 | 全13回 |

### ゲスト出演番組等
| 放送時間         | チャンネル                    | 番組                                             | 他 |
| ---------------- | ----------------------------- | ------------------------------------------------ | --- |
| 2013年8月16日    | 湖南テレビ                    | 天天向上                                         | 快男トップ９ |
| 2013年8月23日    | 湖南テレビ                    | 天天向上                                         | 快男トップ８ |
| 2013年8月30日    | 湖南テレビ                    | 天天向上                                         | 快男トップ７ |
| 2013年9月21日    | 湖南テレビ                    | 快乐大本营（快楽大本営）                         | 勇敢的少年快去创造奇迹（勇敢な少年よはやく奇跡を創造してくれ）                                                                  |
| 2014年1月        | 中国中央電視台                | 2013直通春晚                                     | 中国中央電視台春節聯歓晩会の参演資格にめぐる選抜賽 演出曲：「親愛なる子よ（亲爱的小孩）」「愛」「私（我）」「オニオン（洋葱）」 |
| 2014年1月11日    | 湖南テレビ                    | 快乐大本营（快楽大本営）                         | 下一站男神（次のステーションは男神）                                                                                            |
| 2014年1月30日    | 中国中央電視台 総合チャンネル | 梦想星搭档（夢のスターパートナー）               | |
| 2014年4月3日     | 湖南テレビ                    | 百变大咖秀（スーパースター百変ショー） シーズン5 | |
| 2014年5月3日     | 湖南テレビ                    | 快乐大本营（快楽大本営）                         | 说走就走的旅行（思いついたら直ぐに出かける旅）                                                                                  |
| 2014年5月31日    | 湖南テレビ                    | 我们都爱笑（一緒に笑おう）                       | |
| 2014年6月6日     | 湖南テレビ                    | 天天向上                                         | |
| 2014年10月3日    | 湖南テレビ                    | 天天向上                                         | |
| 2014年10月18日   | 深圳卫视                      | 年代秀（年代ショー）                             | |
| 2014年10月26日   | 安徽テレビ                    | 非常静距离                                       | 另类的音乐天才华晨宇（変わり者・音楽天才・華晨宇）                                                                              |
| 2014年11月6日    | 遼寧テレビ                    | 梦想音乐节（夢の音楽祭）                         | |
| 2014年11月10日   | 芒果TV                        | 偶像万万岁（アイドル万万歳）                     | |
| 2014年11月20日   | Youku                         | Youku全明星（Youku全明星）                       | 第40回 |
| 2014年11月27日・ | テンセント・ビデオ            | HI歌                                             | 第4回、アニバーサリー祭 |
| 2014年12月26日   | 湖南テレビ                    | 一年级                                           | 第11回 |
| 2015年1月3日     | 湖南テレビ                    | 快乐大本营（快楽大本営）                         | 姜还是老的辣（亀の甲より年の功）                                                                                                |
| 2015年2月20日    | 湖南テレビ                    | 天天向上                                         | |
| 2015年2月28日    | 湖南テレビ                    | 新闻当事人（ニュース当事者）                     | |
| 2015年4月11日    | 湖南テレビ                    | 快乐大本营（快楽大本営）                         | 说走就走的旅行・特别版（思いついたら直ぐに出かける旅・スペシャル）                                                              |
| 2015年4月日      | Youku                         | 男神女神                                         | シーズン2 第2回 |
| 2015年7月10日    | テンセント・ビデオ            | 你正常吗（あなたは正常ですか） シーズン2         | |
| 2015年7月17日    | Tudou                         | 粉丝制造（ファン製造） シーズン3                 | 華晨宇のworking diary |
| 2015年8月15日    | 金鹰卡通                      | 中国新声代 シーズン3                             | |
| 2015年8月29日    | 上海テレビ                    | 可凡倾听（可凡傾聴）                             | 专访（単独インタビュー） |
| 2015年9月21日    | 芒果TV、テンセント・ビデオ    | 周一见（月曜日に会おう）                         | |
| 2015年9月25日    | 安徽テレビ、MBC               | 星动亚洲（星動アジア）                           | 第10回、トレーナーを務める |
| 2015年10月3日    | 東方テレビ                    | 女神新装（女神の新装）                           | |
| 2015年10月8日    | テンセント・ビデオ            | 车神来了（車神が来た）                           | |
| 2015年10月18日   | 芒果TV                        | 恋家有方（家の愛し方）                           | （友情出演） |
| 2015年12月日     | Youku                         | 我是谁（私は誰）                                 | 日本編 |
| 2016年1月10日    | 新浪ビデオ                    | 明星特别任务（スターの特別任務）                 | |
| 2016年2月6日     | 浙江テレビ                    | 燃烧吧少年（燃えよ少年たち）                     | 第12回のサポートゲスト |
| 2016年2月9日     | 上海テレビ                    | 新年スペシャル「可凡とその友たち」               | |
| 2016年2月27日    | LeTV                          | 你看起来很好吃（あなた美味しそうに見える）       | |
| 2016年3月4日     | 浙江テレビ                    | 王牌対王牌（エースの対決）                       | 第6回 |
| 2016年5月8日     | 湖南テレビ                    | 透鲜滴星期天（フレッシュサンデー）               | 第3回 |
| 2016年5月15日    | 江蘇テレビ                    | 看见你的声音（君の声が見える）                   | 第8回 |
| 2016年5月27日    | Youku                         | 火星情报局（火星情報局）                         | 第8回 |
| 2016年7月1日     | 浙江テレビ                    | 奔跑吧兄弟（Running Man） シーズン4              | 第12回 |
| 2016年8月20日    | 浙江テレビ                    | 挑战者联盟（チャレンジャー同盟） シーズン2       | 第12回 |
| 2016年10月21日   | Youku                         | 偶像就该酱婶（アイドルはそれでいい）             | 第3回 |
| 2016年10月29日   | 東方テレビ                    | 我的新衣（私の新しい服）                         | 第9回 |
| 2016年12月4日    | 湖南テレビ                    | 头号惊喜（ビッグサプライズ）                     | 第3回 |
| 2017年1月7日     | 浙江テレビ                    | 食在囧途（食事の旅）                             | 第4回 |
| 2017年6月17日    | 湖南テレビ                    | 我想和你唱（一緒に唄おう） シーズン2             | 第8回 |
| 2018年5月10日    |                               | 嘿！好样的                                       | |
| 2018年6月15日    | 湖南テレビ                    | 我想和你唱（一緒に唄おう） シーズン3             | 第8回 |
| 2018年7月        | テンセント・ビデオ            | 放开我北鼻（ベビー、放せよ） シーズン3           | 第7、8回 |
| 2020年4月        | マンゴーTV                    | 甜蜜的任务（スウィートタスク）                   | 第15回 |
| 2022年1月21日    | 北京テレビ、Youku             | 冬梦之约（冬夢の約）                             | シーズン2、第8回 バイアスロンを体験 北京冬季オリンピックの助力番組                                                              |
| 2022年1月28日    | 江蘇テレビ、Youku             | 百姓的味道（百姓の味）                           | 第10回、ロケ地は華晨宇が高校・大学時間を過ごした武漢                                                                            |

## アワード

### 重要な賞
| 時間 | 賞 |
| ---- | --- |
| 2013 | - 第6回 音楽風雲榜新人盛典 - 最高人気男性歌手賞 |
| 2014 | - 2013新浪微博の夜 - 年度星光賞 - 第21回 東方風雲榜 - ベスト新人歌手賞 - 2015iQIYI尖叫の夜 - インターネットで最高人気歌手賞 - Tudou青春の選択年度盛典 - 年度最高人気アルバム賞「卡西莫多的礼物（カジモドの贈り物）」 - Hi歌年度盛典 - 年度Hi歌賞「春」 - 第15回 Chinese Music Media Awards - 百のメディアの間で最も注目されていた男性歌手賞 - 蜻蜓エア空中音楽榜年度盛典 - 最高人気男性歌手賞 - 第2回楽動・微楽迷ポップ音楽 - ベスト男性歌手賞 |
| 2015 | - Youku全ビデオの夜 - 全ビデオホットスポット人物賞 - 2014新浪微博の夜 - 年度魅力賞 - 第4回 Abilu Music Awards - 最高人気ポップミュージシャン賞 - QQ音楽年度盛典即ちトップチャート受賞祭 - 今年中国大陸のベスト歌手賞、年度ベストQQ音楽コンサート賞「2014マーズ・コンサート」 - 第22回東方風雲榜 - 皆に選択された男性歌手賞、ベストアルバム賞「卡西莫多的礼物（カジモドの贈り物）」 - 第15回音楽風雲榜年度盛典 - 今年中国大陸の最高人気男性歌手賞、年度最高人気アルバム賞「卡西莫多的礼物（カジモドの贈り物）」、 ベストアルバムパフォーマンス賞「卡西莫多的礼物（カジモドの贈り物）」、 ベストアルバムプロヂュース賞「卡西莫多的礼物（カジモドの贈り物）」 - テンセントアプリストアスターappの夜年度盛典 - 年度ベスト男性歌手賞 - MusicRadio中国TOPチャート - 年度最高人気新人賞、年度金曲賞「Let you go」、年度ベストコンポーザ賞「卡西莫多的礼物（カジモドの贈り物）」 |
| 2016 | - 2015新浪微博の夜 - アジア新曲ランキングチャンピオン賞、 年度最高人気男性歌手賞 - モバイルビデオ風雲盛典 - 最高人気男性歌手賞 - AliMusic年度人气榜 - 年度最高人気アーティスト賞、華語年度人気アルバム賞「異類」 、年度最高人気アルバム賞「異類」 、年度最高人気曲賞「カゲロウ（蜉蝣）」 - 第23回東方風雲榜 - 皆に選択された男性歌手賞、メディア推薦賞、年度コンセプト・アルバム賞「異類」 、年度最高人気コンビ賞「国王と乞丐」 - 酷音楽アジア盛典 - 年度最も影響力のある歌手賞、ライブ人気歌手賞、中国大陸年度ベストアルバム賞「異類」 - 楽視生態シェアーの夜 - 年度最高人気歌手賞 - 第16回音楽風雲榜 - 年度ベストアルバム演唱賞「異類」、 年度ベストアイドル賞 - 亜洲新曲榜年度盛典 - ベスト男性歌手賞、年度TOP10金曲賞( 「カゲロウ（蜉蝣）」「異類」「反義語」) - 2016年Mnet Asian Music Awards最優秀アジアアーティスト賞・中国部門                                   |
| 2017 | - 第24回東方風雲榜 - ベストリアレンジ賞「僕のスケートボードシューズ2016（我的滑板鞋2016）」 - 2018iQIYI尖叫の夜 - 年度歌手 - テンセントビデオ星光大賞 - VIP年度歌手、年度バラエティスター賞 - Billboard Raido China 2017年度華語10大金曲奨「斉天」 |
| 2018 | - 2018華人歌曲音楽盛典 - 華人傑出青年歌手、年度金曲賞「斉天」 - BAZAAR MEN中国 2018メン・オブ・ザ・イヤー - 年度ベスト歌手 - YAHOO サーチ人気大賞2018 - アジア人気王 |
| 2019 | - 台湾「五大金榜」2018年度アルバム売上ランキングTOP1 - アルバム「異類」 - 新浪微博の夜 - 2018年度ベスト歌手賞 - 浙江TV2019年中音楽盛典 - 10大金曲賞「斉天」 - 網易雲音楽NetEase cloud music - 年度人気C-POP男性芸人賞、年度スーパースター賞、年度人気シングル賞「この世界を愛したい（好想爱这个世界啊）」 - 咪咕汇MIGU MUSIC AWARDS - 年度ベスト男性歌手、年度最高人気歌手、年度10大金曲賞「斉天」 - 2019年中国江蘇省芸術類大学入試出題範囲（歌唱能力試験対象）に収録される - 「斉天」 |
| 2020 | - 新浪微博の夜 - 2019年度ベスト歌手賞 - プロ歌手バトル歌番組「歌手2020：当打の年」 - チャンピオンとしての「歌王」称号獲得 - 第27回東方風雲榜 - 10大金曲賞・最高作曲賞「好想爱这个世界啊（この世界を愛したい）」 - GQ Men of the Year - 年度歌手賞（ GQ China 史上初の歌手賞） - 網易雲音楽NetEase cloud music - 年度人気C-POPアルバム、年度人気ポップミュージックアルバム・年度ニューリリースデジダルアルバム売上数TOP１アルバム「新世界New World」、年度ニューリリースシェア数TOP１シングル「好想爱这个世界啊（この世界を愛したい）」、年度検索トレンドキーワード「华晨宇」、「好想爱这个世界啊（この世界を愛したい）」等 |
| 2021 | - 台湾「五大金榜」2020年度アルバム売上ランキングTOP1 - アルバム「新世界New World」 - 2020テンセントエンターテイメント年度白書 - 「年度男性歌手賞」受賞 - 2021TikTok星動之夜 - 「年度ベスト歌手賞」受賞 |

### 「歌手2020：当打の年」の試合成績
| EP | ラウンド                   | 放送日        | 演出曲                                            | オリジナル | 曲の資料                                                | 順位 | 他                                                                                          |
| -- | -------------------------- | ------------- | ------------------------------------------------- | ---------- | ------------------------------------------------------- | ---- | ------------------------------------------------------------------------------------------- |
| 1  | ラウンド1 予選戦           | 2020年2月7日  | 鴉の少年（寒鸦少年）                              | 華晨宇     | 曲：華晨宇 詞：丁彦雪 アレンジャー：鄭楠、華晨宇        | 1    |                                                                                             |
| 2  | ラウンド1 勝ち抜き戦       | 2020年2月14日 | 闘牛                                              | 華晨宇     | 詞：裴育 曲：華晨宇 アレンジャー：鄭楠、華晨宇          | 1    |                                                                                             |
| 3  | ラウンド2 予選戦           | 2020年2月21日 | 終焉の日でないと信じて （你要相信这不是最后一天） | 華晨宇     | 詞：裴育 曲：華晨宇 アレンジャー：鄭楠、華晨宇          | 2    | COVID-19によって甚大な被害を被った武漢を支援するためのチャリティーソング 当日の番組で初公開 |
| 4  | ラウンド2 勝ち抜き戦       | 2020年2月28日 | 荒野魂斗羅                                        | 華晨宇     | 詞：丁彦雪 曲：華晨宇 アレンジャー：華晨宇 ギター：左立 | 3    |                                                                                             |
| 5  | ラウンド3 予選戦           | 2020年3月6日  | 僕たち（我们）                                    | 陈奕迅     | 詞：葛大为 曲：陈建骐 アレンジャー：鄭楠                | 1    |                                                                                             |
| 6  | ラウンド3 勝ち抜き戦       | 2020年3月13日 | 神木（神树）                                      | 華晨宇     | 詞：裴育 曲：華晨宇 アレンジャー：鄭楠、華晨宇          | 5    |                                                                                             |
| 7  | ラウンド4 予選戦           | 2020年3月20日 | 降臨                                              | 華晨宇     | 曲：華晨宇 詞：丁彦雪 アレンジャー：鄭楠、華晨宇        | 6    |                                                                                             |
| 8  | ラウンド4 勝ち抜き戦       | 2020年3月27日 | 新世界（新世界）                                  | 華晨宇     | 曲：華晨宇 詞：丁彦雪 アレンジャー：鄭楠、華晨宇        | 3    |                                                                                             |
| 9  | ラウンド5 究極の予選戦     | 2020年4月3日  | この世界を愛したい（好想爱这个世界啊）            | 華晨宇     | 詞：裴育 曲：華晨宇 アレンジャー：鄭楠、華晨宇          | 2    |                                                                                             |
| 10 | ラウンド5 究極の勝ち抜き戦 | 2020年4月10日 | 癲狂院（疯人院）                                  | 華晨宇     | 詞：呂易秋 曲：華晨宇 アレンジャー：鄭楠、華晨宇        | 1    | 番組の自主規制により、放送時の曲名を「强迫症」（強迫性障害）に変えた。                      |
| 12 | 決勝戦 ラウンド1           | 2020年4月24日 | 西門少年 サポートゲスト：李宇春                   | 李宇春     | 詞、曲：李宇春 アレンジャー：鄭楠                       | 1    | ラウンド２に進出                                                                            |
| 12 | 決勝戦 ラウンド2           | 2020年4月24日 | 七重人格                                          | 華晨宇     | 曲：華晨宇 詞：丁彦雪 アレンジャー：鄭楠、華晨宇        | 1    | 番組の自主規制により、放送時の曲名を「哥谭」（ゴッサム）に変えた。歌詞も一部臨時変更。      |

### 「歌手2018」の試合成績
| EP | ラウンド                        | 放送日        | 演出曲                                          | オリジナル       | 曲の資料                                                                            | 順位 | 他 |
| -- | ------------------------------- | ------------- | ----------------------------------------------- | ---------------- | ----------------------------------------------------------------------------------- | ---- | --- |
| 4  | ラウンド2 予選戦                | 2018年2月2日  | 斉天                                            | 華晨宇           | 曲：華晨宇 詞：丁彦雪、今何在、房曇 アレンジャー：鄭楠                              | 1    | 個人的なベスト順位 |
| 5  | ラウンド2 勝ち抜き戦            | 2018年2月9日  | 子供（孩子）                                    | 西楼             | 詞：向月娥 曲：西楼 アレンジャー：鄭楠、華晨宇                                      | 3    | 二回の合計得点は2位 間奏では「花火の塵埃（ほこり）」（オリジナル：華晨宇、曲：西楼）のメロディーを加えた |
| 6  | ラウンド2 チャレンジ戦          | 2018年2月16日 | ヌンチャク（双截棍）                            | 周杰倫           | 詞：方文山 曲： 周杰倫 アレンジャー：鄭楠、華晨宇                                   | 1    | 個人的なベスト順位 前半の投票で1位を取った 二回の合計得点は1位 |
| 7  | ラウンド3 第一回                | 2018年2月23日 | あんたの気持ちなんて知るか（我管你）            | 華晨宇           | 詞：郭徳紫毅 曲：華晨宇 アレンジャー：鄭楠                                          | 1    | 個人的なベスト順位 前半の投票で1位を取った |
| 8  | ラウンド3 予選戦                | 2018年3月9日  | 燃えやすく 爆発しやすい（易燃易爆炸）           | 陳粒             | 詞：尚夢迪、駢然 曲：陳粒 アレンジャー：龍隆                                        | 3    | リハーサルの時に突然尚夢迪（作詞）の死を知って、演出曲を「易燃易爆炸」に変えた |
| 9  | ラウンド3 チャレンジ 勝ち抜き戦 | 2018年3月16日 | 山海                                            | 草東没有派対     | 詞、曲：草東没有派対 詞（カバー）：丁彦雪 アレンジャー：鄭楠、華晨宇                | 5    | 個人的なワースト順位 二回の合計得点は2位 |
| 10 | ラウンド4 予選戦                | 2018年3月23日 | フェイク・モンク （假行僧）                     | 崔健             | 詞、曲：崔健 アレンジャー & ピアノ：華晨宇                                          | 2    | |
| 11 | ラウンド4 勝ち抜き戦            | 2018年3月30日 | 平凡な道（平凡之路）                            | 朴樹             | 詞：朴樹/韓寒 曲：朴樹 アレンジャー：鄭楠、華晨宇                                   | 2    | 二回の合計得点は1位 鼻歌では「カゲロウ（蜉蝣）」のメロディーを加えた |
| 12 | ノックアウト                    | 2018年4月6日  | 私（我）                                        | レスリー・チャン | 詞：林夕 曲：レスリー・チャン アレンジャー：龍隆、華晨宇                            | 1    | 個人的なベスト順位 ノックアウト成功 |
| 13 | 決勝戦 ラウンド1                | 2018年4月13日 | 光年の向こう（光年之外） サポートゲスト：鄧紫棋 | 鄧紫棋           | 詞、曲：G.E.M. 鄧紫棋 アレンジャー：鄭楠、華晨宇                                    | —    | ラウンド２に進級 |
| 13 | 決勝戦 ラウンド2                | 2018年4月13日 | 叫び（呐喊）                                    | 張韶涵           | 詞、曲：深白色 詞（カバー）：丁彦雪 曲（カバー）：華晨宇 アレンジャー：鄭楠、華晨宇 | 2    | |
| 14 | 金典の夜                        | 2018年4月20日 | 微かな光（微光）                                | 華晨宇           | 詞：周潔穎 曲：銭雷 アレンジャー：鄭楠                                              | —    | バックステージではライブ放送のカメラが設置されていたことを分からなくて、演出曲が登場前に番組から無理由で変更されたことを明らかにした。その会話は公式の再生放送ではカットされた リハーサル時の演出曲は「somebody that I used to know」 |

### 「2013快楽男声」の試合成績
| 試合日     | 曲タイトル | 他                         |
| ---------- | --- | -------------------------- |
| 2013-06-29 | 「無字歌」（オリジナル曲） | 長沙区域TOP10の角逐        |
| 2013-07-12 | 「The Kill」 | 全国TOP20の角逐・ラウンド2 |
| 2013-08-02 | 「somebody that I used to know」 | 全国TOP10の角逐・ラウンド2 |
| 2013-08-09 | 「私（我）」 | TOP10 to TOP9              |
| 2013-08-16 | 「We are young」 | TOP9 to TOP8               |
| 2013-08-23 | 「親愛なる子よ（亲爱的小孩）」 | TOP8 to TOP7               |
| 2013-08-30 | 「フェイク・モンク（假行僧）」 | TOP7 to TOP6               |
| 2013-09-06 | 「Poker Face」 | TOP6+1 to TOP6             |
| 2013-09-13 | 「the star（小星星）」 (with 尚雯婕) | TOP6 to TOP5               |
| 2013-09-20 | 「挑発（挑衅）」 「白い秋（白色秋天）」 (with 曾軼可)                                                                                             | TOP5 to TOP3               |
| 2013-09-27 | 「紅豆」 「寂しい男（寂寞先生）」 (with 曹格) 「I Will Always Love You」 「遥かなる梦に～Far away～（海闊天空）」 「忘憂草（忘忧草）」(with 欧豪) | 決勝戦                     |